# Regione di Princes Town
La regione di Princes Town è una regione di Trinidad e Tobago. Il capoluogo è Princes Town. 
Include i centri abitati di Moruga e Princes Town.